# (4460) Bihoro
(4460) Bihoro est un astéroïde de la ceinture principale.

## Description
(4460) Bihoro est un astéroïde de la ceinture principale. Il fut découvert le 28 février 1990 à Kitami par Kin Endate et Kazuro Watanabe. Il présente une orbite caractérisée par un demi-grand axe de 2,92 UA, une excentricité de 0,18 et une inclinaison de 27,1° par rapport à l'écliptique.

## Compléments